# Sphaenognathus lindenii
Sphaenognathus lindenii es una especie de coleóptero de la familia Lucanidae.

## Distribución geográfica
Habita en Ecuador y Venezuela.